# ジョナサン・ゴールドスタイン (俳優)
ジョナサン・ゴールドスタイン（Jonathan Goldstein、1964年12月4日 - ）は、アメリカ合衆国の俳優。

## 出演作品
- ＮＣＩＳ　～ネイビー犯罪捜査班 シーズン8
- クリミナル・マインド5 ＦＢＩ行動分析課8
- グレイズ・アナトミー6
- ザ・リッチズ シーズン2
- ザ・リッチズ シーズン1